# Boisgervilly
Boisgervilly (tiếng Breton: Koad-Yarnvili, Gallo: Boéz-Jergaud) là một xã của tỉnh Ille-et-Vilaine, thuộc vùng Bretagne, miền tây bắc nước Pháp.